# Кодалет
Кодалѐт (на френски: Codalet, [kodalɛt]) е селище в южна Франция, част от департамента Източни Пиренеи в регион Окситания. Населението му е около 360 души (2021).
Разположено е на 346 метра надморска височина в долината на река Тет, непосредствено на югозапад от Прад и на 40 километра западно от Перпинян. В съседство е разположен основаният през IX век бенедиктински манастир „Сен Мишел дьо Куша“.

## Известни личности
Починали в Кодалет
- Пиетро I Орсеоло (928 – 987), венециански политик